# ریزه‌ماهیان
ریزه‌ماهیان (نام علمی: Heterandriini) نام یک تبار از خانواده رنگین‌ماهیان است.